# Daiei (Tottori)
Daiei (大栄町 Daiei-chō?) fue un pueblo perteneciente al distrito de Tōhaku, en la prefectura de Tottori, en el oeste de Japón. El 1 de octubre de 2005 se fusionó con el pueblo vecino de Hōjō y se conformó el pueblo de Hokuei. Tenía un área de 36,23 km² y una población de 9.026 habitantes (noviembre de 2004).
Este pueblo fue conformado en 1959 con la unión de tres villas; fue conocido por ser lugar de nacimiento del mangaka Gōshō Aoyama, creador del manga Meitantei Conan.
- Datos: Q1168103